# Модель ООН
Модель Организации Объединённых Наций — это синтез научной конференции и ролевой игры, в ходе которого студенты и учащиеся старших классов на нескольких официальных языках ООН воспроизводят работу органов этой Организации, приобретают дипломатические, лидерские, ораторские и языковые навыки и умение приходить к компромиссу.

## История
Зарождение модельного движения
Модели начали проводиться еще до существования международных организаций, и первая модель была проведена в США. Американский Сенат осуществлял свою работу в 1789 году. У этого учреждения были своя процедура заседаний, поэтому колледжи уделяли этому вопросу большое внимание.
Конечно, чтобы подготовить сенатора, необходимо дать человеку знания в сфере юриспруденции, экономики, политологии, истории, международных отношений. Однако теорию необходимо чередовать с практикой, для чего проводились модели Сената. В целом они проводятся и сегодня, как и модели других органов законодательной власти разных стран.

Модели международных организаций
Предтечей модели ООН была модель Лиги Наций. В 1921 году группа студентов Оксфордского университета организовала заседание «Международной ассамблеи». Событие имело важное значение, и даже журнал «Observer» выпустил статью под названием «Женева в Оксфорде».
Организовывал эту модель Мир Махмуд, студент Оксфорда, родом из Амритсара (Индия). Он понимал необходимость дальнейшего развития модельного движения, поэтому в 1922 году Мир Махмуд приехал в Гарвард, где выступил перед представителями «Свободного студенческого клуба».
После того, как Клуб поддержал инициативу Мира Махмуда, в 1923 году в Гарварде проводилась модель «Международной ассамблеи». Одной из основных проблем, которые обсуждали делегаты, был вопрос трафика опиума. Однако в середине 20-х проведение моделей было менее активным.
Формат моделей первой половины XX в. отличается от современных. Если сегодня делегаты в течение 5 дней обсуждают одну проблему (или 2 на зарубежных моделях), то 1920-е годы Оксфорд настаивал на другой форме. Заседание шло один вечер. Обсуждалось сразу несколько проблем, на каждую выделялся час. Нельзя сказать, что заседание в полном соответствии с правилами процедуры Лиги Наций, так как ключевую роль в обсуждении играл председатель Модели, что не всегда давало возможность всем делегатам высказаться в равной мере.
Новый этап в развитии модельного движения приходится на 1945 год — год основания Организации Объединенных Наций. Однако и сегодня проводятся модели Лиги Наций (примером такой модели является модель РГГУ).
Первая модель ООН состоялась в 1947 году в Суортмор-колледже (Пенсильвания). В ней приняли участие 150 делегатов из 41 колледжа. Моделировался один комитет — Генеральная Ассамблея. Рассматривались три проблемы:
1. Контроль и развитие атомной энергии,
2. Разоружение,
3. Гражданский статус беженцев.

В 1949 году проводилась модель ООН в стенах Университета святого Лаврентия в штате Нью-Йорк. Идейным организатором был Гари Рейф, советник американской делегации на конференции в Сан-Франциско в 1945 году и на конференции ООН в Лондоне в 1945-1946 гг.
В 1968 году стараниями нидерландских студентов и преподавателей подобная практика появилась и в Европе — была проведена Европейская международная модель ООН в Гааге, которая успешно функционирует и сегодня.
Несмотря на то, что изначально модельное движение развивалось в США, в 1990-е годы модели стали проводиться в Восточной и Южной Азии, на Ближнем Востоке и в Южной Африке.
На сегодняшний день модельное движение продолжает развиваться. В Европе действует свыше 50 организаций, в США — свыше 150.
- Организация Объединённых Наций
- Европейская Модель ООН (EuroMUN)